# Triclistus rivwus
Triclistus rivwus är en stekelart som beskrevs av Ian D. Gauld och Sithole 2002. Triclistus rivwus ingår i släktet Triclistus och familjen brokparasitsteklar. Inga underarter finns listade i Catalogue of Life.